# وليام الثاني دوق بوليا
ويليام الثاني (1095 - يوليو 1127) كان دوق كالابريا وبوليا من 1111-1127. كان نجل وخليفة روجر بورسا. كانت والدته أديلا من الفلاندرز وملكة الدنمارك السابقة وكان الأخ غير الشقيق لشارل الطيب.